# Mas del Català (Amposta)
El Mas del Català és una masia d'Amposta inclosa a l'Inventari del Patrimoni Arquitectònic de Catalunya.

## Descripció
El conjunt compost per una masia, dos porxos davant la casa, un pou al seu costat i restes de corrals amb menjadores. A l'extrem nord, un cos mig derruït que feia de rafal i pati.
La casa, manté l'edificació original més un cos, amb la mateixa estructura i dimensions, adossat pel darrere, cap al nord.
La planta és rectangular i la teulada a doble vessant, deteriorada a alguns sectors del voladís de la part vella. En alçat s'observen en l'estructura planta baixa i dos pisos.
El mur està fet amb maçoneria, emprant totxo als arcs de les portes i finestres (en ventall); i arrebossat i emblanquinat només a la part nova.
La porta principal d'accés al sud té un rafal modern a la vora. A l'est hi ha una altra porta i el rafal més antic, amb tres columnes de fust circular molt gruixut (de les quals només una és antiga); tots dos rafals estan coberts amb fibrociment (uralita), tenen finestres rectangulars de mida mitjana i llindes, o arcs rebaixats, com les portes. Al mur oest algunes estan fetes noves.
Hi ha un pou de secció circular, construït amb maó de cantell que encara s'empra.

## Història
Segons el propietari, la part més antiga és la de principis del segle xix, i el sector d'habitatge nou seria anterior a la guerra civil de 1936-39. El porxo de la banda sud s'ha fet fa només 3 o 4 anys.
Abans de passar als actuals propietaris, la masia pertanyia a dues famílies diferents, pel que interiorment una paret divideix la construcció en dos habitatges.
Just a uns 10 metres a l'oest de la casa, dintre la mateixa propietat i vora l'actual séquia, es conserva un canyissar part d'una base i fonaments del que hom creu que es tractava de la torre d'en Carlets, part de l'antiga línia de vigilància costanera. Alguns dels carreus de pedra que componien el seu mur es troben, avui dia, davant la masada. És possible que la torre es destruís en fer la séquia, perquè queda justa enmig del seu traçat.